# Santa Maria degli Angeli e dei Martiri
La basílica de Santa Maria dels Àngels i els Màrtirs és un temple que es troba a Roma, al costat de l'actual plaça de la República.

## Història
La dedicació als màrtirs fa referència a la dada que afirma l'hagiografia cristiana, segons el qual les termes de Dioclecià van ser construïdes amb el treball de cristians fets esclaus.
L'edifici va ser dissenyat el 1562 per Miquel Àngel sobre la base de l'aula central de les Termes, a sol·licitud de papa Pius IV i del sacerdot sicilià Antonio del Duca.
Miquel Àngel es va limitar a recobrir alguns murs i a restaurar una aula del tepidarium creant així un edifici eclesiàstic del tot particular: dilatat de mena lateral alloc de longitudinalment. L'ingrés a l'església es fa mitjançant un vestíbul circular, també d'origen romà, i acaba en un profund presbiteri, on es troba el cor dels cartoixans, als qui es va confiar aquesta església una vegada acabada.
Durant el segle xviii es van realitzar els treballs de Luigi Vanvitelli (1750), qui va decorar el sobri interior de Miguel Àngel segons l'estil de l'època i es va encarregar de transportar a Santa Maria dels Àngels els grans retaules d'altar de la basílica de Sant Pere del Vaticà, on havien estat reemplaçades per còpies fetes en mosaic per tal de conservar-les millor (estaven amenaçades per la humitat).
Així, Santa Maria dels Àngels es va transformar en una bona pinacoteca amb obres del segle xvi al segle xviii, entre elles el Martiri de Sant Sebastià de Domenichino, la Caiguda de Simó el Mag de Pompeo Batoni, el Baptisme de Jesús de Carlo Maratta, i la Missa de Basili de Pierre Subleyras. Al creuer també es troba un retaule de Giovanni Odazzi.
En aquesta església es troben enterrats Salvator Rosa, Carlo Maratta, Armando Diaz, Paolo Emilio Thaon de Revel i Pius IV. Actualment s'acostuma a utilitzar per a funerals d'estat o personatges de l'exèrcit italià.
Al convent dels Cartoixans, situat junt a la basílica, es troba una de les seccions del Museu nacional romà.

## Rellotge de sol
El gran rellotge de sol de Francesco Bianchini, amb la col·laboració de Gabriele Manfredi, situat sota el creuer de Santa Maria dels Àngels, construït sobre base del disseny original de Miquel Àngel, va ser sol·licitat pel papa Climent XI i inaugurat el 6 d'octubre del 1702. La seva fi era, més enllà de competir amb el rellotge semblant aleshores existent a San Petronio a Bolonya, demostrar l'exactitud del Calendari Gregorià i determinar la data de la Pasqua a la manera més coherent possible amb els moviments del Sol i la Lluna.
Exerceix com a gnòmon el forat pel qual la llum solar, al zenit, cau a un punt variable i mesurat per la línia de bronze de prop de 45 metres de llarg traçada a terra. L'arribada de les estacions és representada per les figures dels senyals zodiacals incrustats en marbre i dispostes al llarg de la línia. En un extrem es troba el senyal de Càncer, per representar el solstici d'estiu, i en l'altre la de Capricorn, que representa el solstici d'hivern.

## Orgue
En ocasió del Gran Jubileu del 2000, els romans van donar al papa Joan Pau II un orgue monumental, obra de Barthélémy Formentelli.

## Cardenals Protectors des de 1844
Des de 1844 Santa Maria degli Angeli e dei Martiri ha tingut els següents cardenals protectors:
- Domenico Carafa della Spina di Traetto (22 de juliol de 1844 - 12 de maig de 1879)
- Lajos Haynald (12 de maig de 1879 - 4 de juliol de 1891)
- Anton Joseph Gruscha (1 de juny de 1891 - 15 d'agost de 1911)
- Gennaro Granito Pignatelli di Belmonte (27 de novembre de 1911 - 6 de desembre de 1915)
- Alfonso Mistrangelo, Sch. P. (6 de desembre de 1915 - 7 de novembre de 1930)
- Jean-Marie-Rodrigue Villeneuve, O.M.I. (13 de març de 1933 - 17 de gener de 1947)
- Paul-Émile Léger, PSS (12 de gener de 1953 - 13 de novembre de 1991)
- William Henry Keeler (26 de novembre de 1994 - 23 de març de 2017)
- Anders Arborelius (28 de juny de 2017 -)

## Imatges

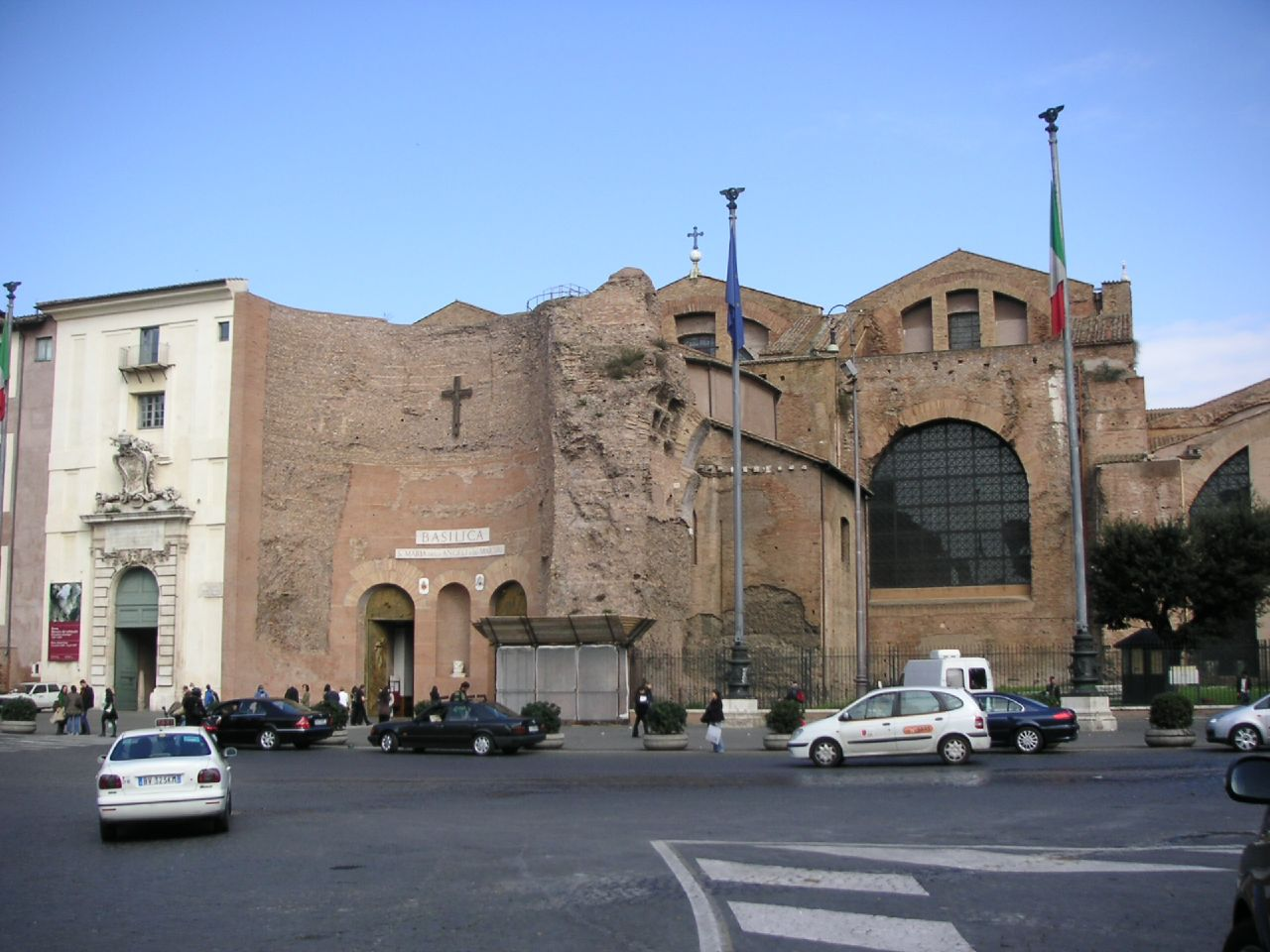
Exterior de la basílica
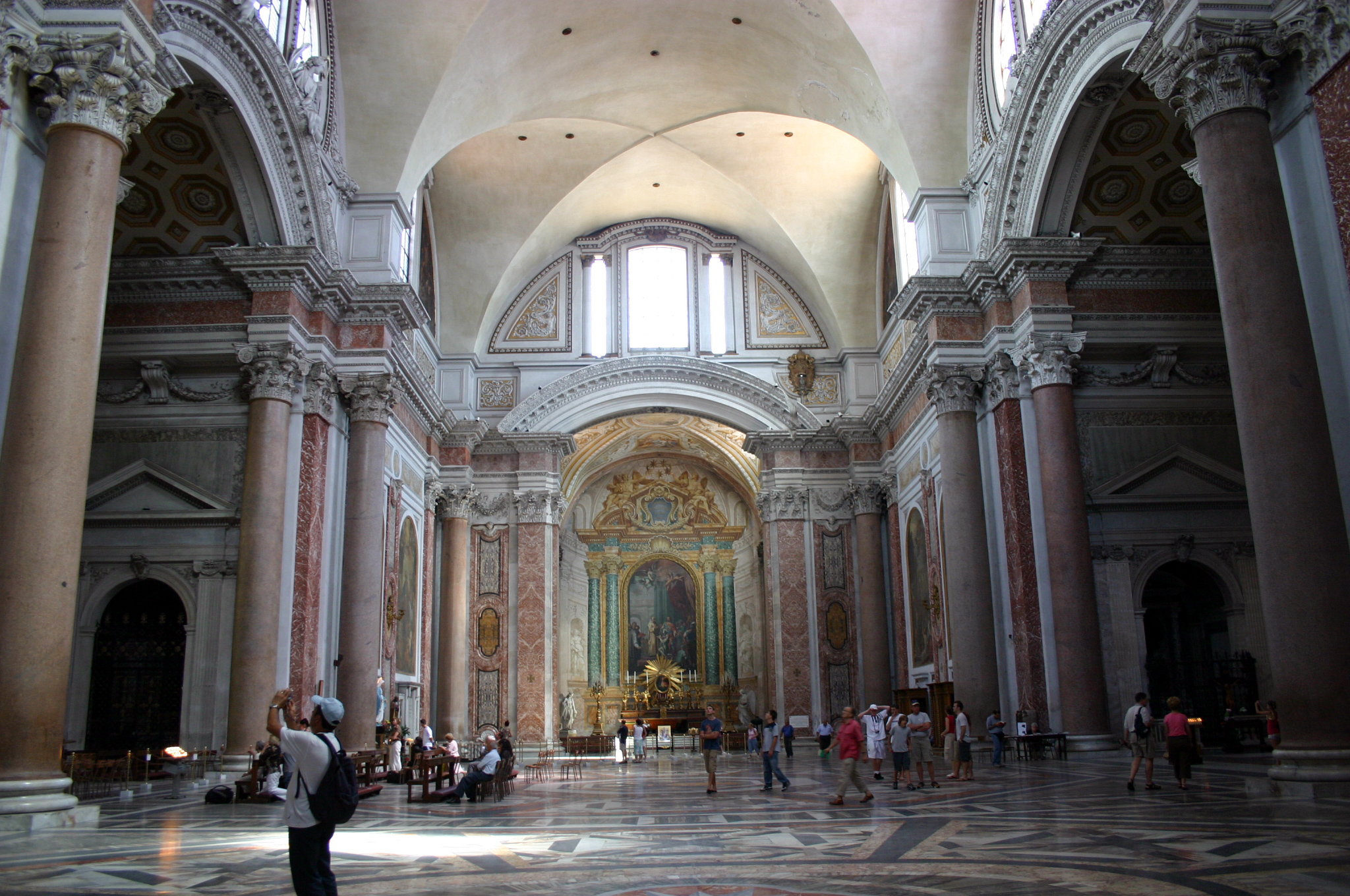
Nau central de la basílica
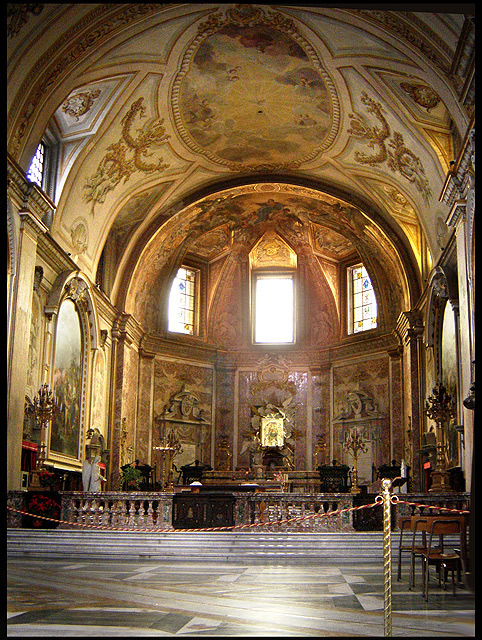
L'espai de la tribuna
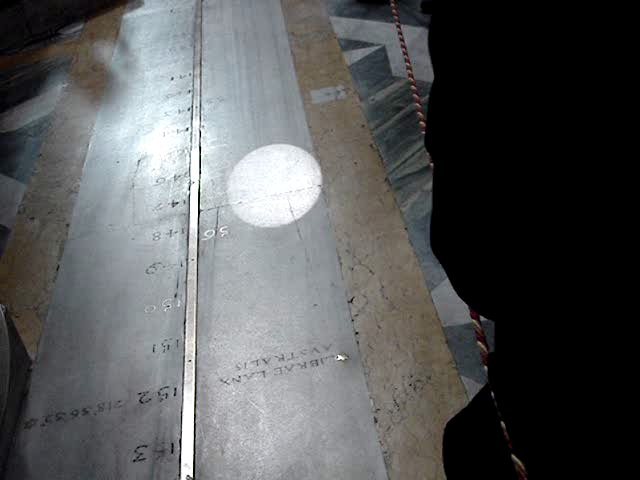
El disc solar sobre la línia del meridià, vers les 11:54 a finals d'octubre
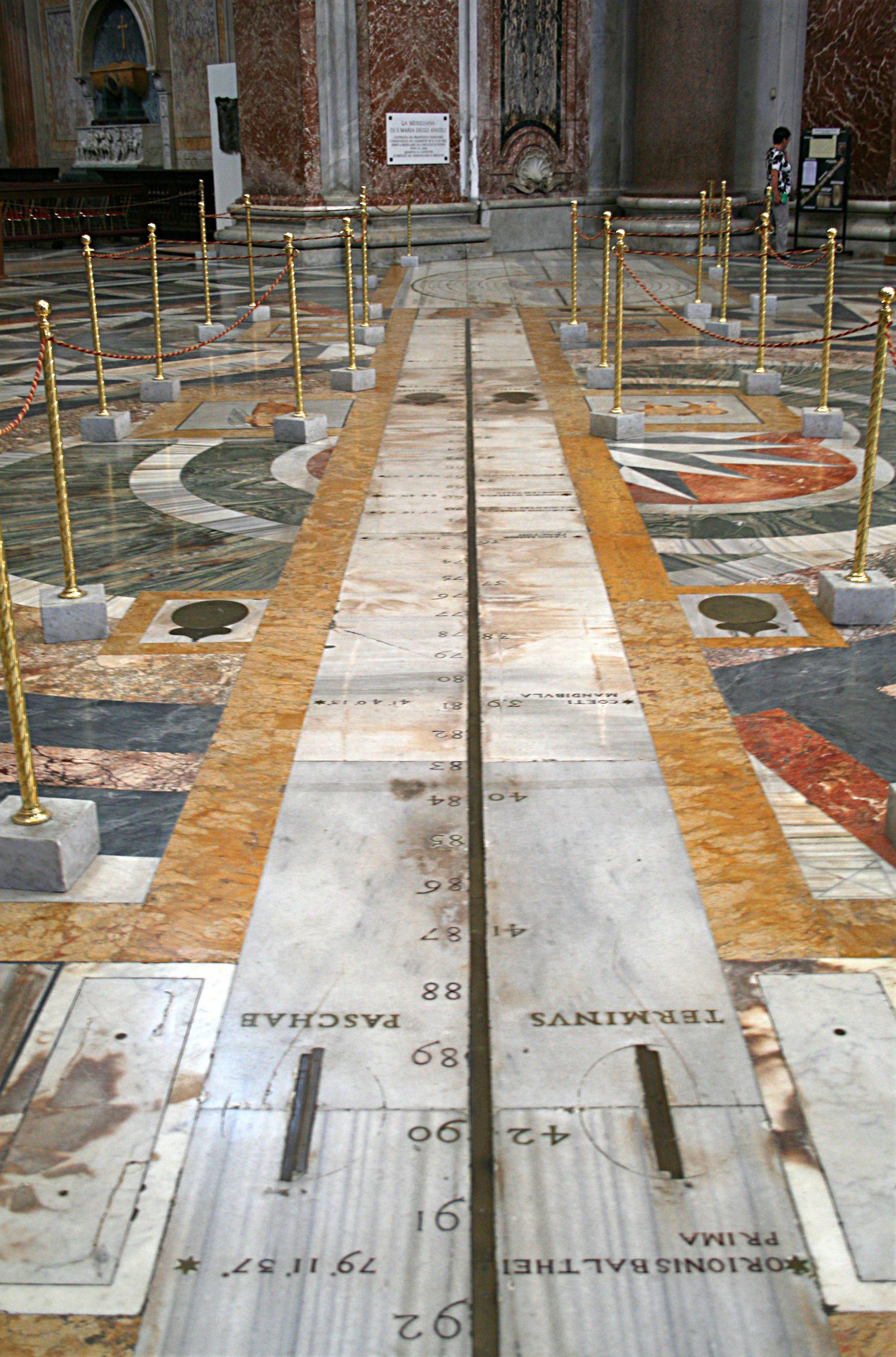
La línia del meridià solar feta per Francesco Bianchini
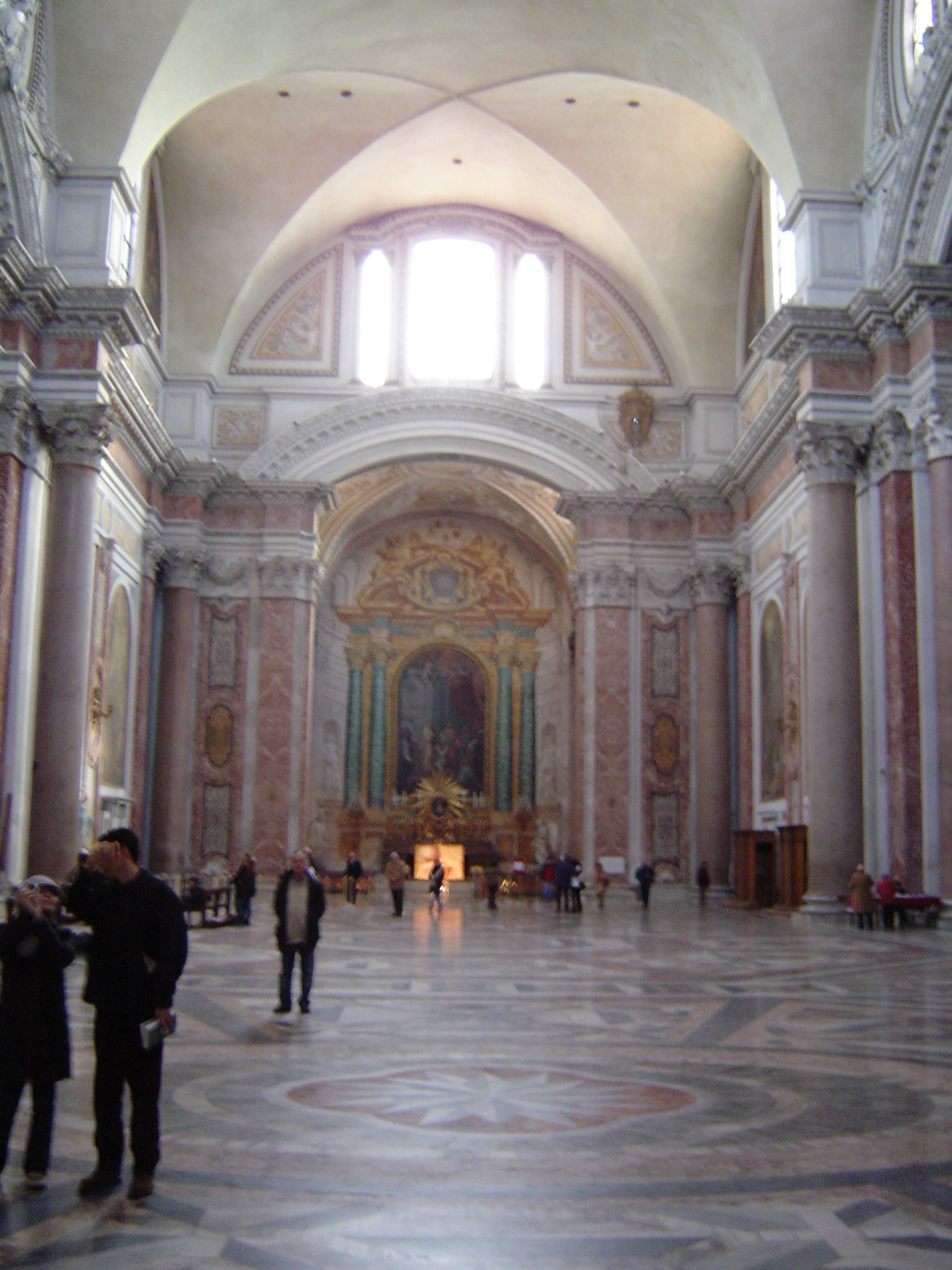
El transsepte, amb les columnes romanes

## El títol cardenalici de Santa Maria degli Angeli
El títol cardenalici de Santa Maria degli Angeli va ser instituït pel Papa Pius IV el 15 de maig de 1565. És més conegut com a Santa Maria degli Angeli in Thermis, i la seva església està portada per l'orde de la Cartoixa.

### Titulars
- Giovanni Antonio Serbelloni (1565-1570)
- Prospero Santacroce (1570-1574)
- Giovanni Francesco Commendone (1574-1584)
- Simeone Tagliavia d'Aragona (1585-1592)
- Federico Borromeo (1593-1631)
- Ernest Adalbert von Harrach (1632-1644)
- Marzio Ginetti (1644-1646)
- Niccolò Albergati-Ludovisi (1646-1666)
- Virginio Orsini (1666-1667)
- Antonio Bichi (1667-1687)
- Raimondo Capizucchi, O.P. (1687-1691)
- Étienne Le Camus (1691-1707)
- Giuseppe Vallemani (1707-1725)
- Melchior de Polignac (1726-1741)
- Camillo Cybo (1741-1743)
- Giovanni Battista Spinola (1743-1751)
- Girolamo de Bardi (1753-1761)
- Filippo Acciajuoli (1761-1766)
- Giovanni Ottavio Bufalini (1766-1782)
- Guglielmo Pallotta (1782-1795)
- Ignazio Busca (1795-1803)
- Filippo Casoni (1804-1811)
- Vacante (1811-1816)
- Giuseppe Morozzo Della Rocca (1816-1842)
- Mario Mattei (1842-1844)
- Domenico Carafa della Spina di Traetto (1844-1879)
- Lajos Haynald (1879-1891)
- Anton Joszef Gruscha (1891-1911)
- Gennaro Granito Pignatelli di Belmonte (1911-1915)
- Alfonso Maria Mistrangelo, Sch.P. (1915-1930)
- Jean-Marie-Rodrigue Villeneuve, O.M.I. (1933-1947)
- Vacant (1947-1953)
- Paul-Émile Léger, P.S.S. (1953-1991)
- William Henry Keeler (1994-2017)
- Anders Arborelius (2017-)